# Brits-Nederlands verdrag ter wering van de slavenhandel
Het Brits-Nederlandse verdrag ter wering van de slavenhandel werd op 4 mei 1818 gesloten tussen het Verenigd Koninkrijk en Nederland en had tot doel de Trans-Atlantische slavenhandel met Nederlandse schepen tegen te gaan. In juni 1814 was dit reeds door Willem I bij Souverein Besluit verboden. Het verdrag voorzag in de middelen om het verbod te handhaven.
In het verdrag werd bepaald dat elk schip van zowel de Royal Navy als van de Koninklijke Nederlandse Zeemacht een handelsschip mocht enteren als er een vermoeden bestond dat op dat schip slaven werden vervoerd. Indien er daadwerkelijk slaven werden aangetroffen diende de bemanning van het schip berecht te worden bij een van de Gemengd Brits-Nederlandse gerechtshoven waarvan de oprichting, de inrichting en de bevoegdheden eveneens in het verdrag werden bepaald. Bepaald werd dat zowel een hof werd opgericht aan de Afrikaanse kust, als in een van de Nederlandse koloniën.

## Uitwerking van het verdrag
Het Gemengd Gerechtshof inzake wering van de slavenhandel werd gevestigd in Paramaribo in Suriname en het Mixed Commission Court in Freetown in Sierra Leone.
Het Hof in Freetown veroordeelde in de periode 1819-1862 22 Nederlandse slavenschepen. Het gemengd gerechtshof in Paramaribo heeft tot ongeveer 1845 gefunctioneerd en heeft tijdens zijn bestaan slechts 1 schip veroordeeld, de ‘’Nueve of Snauw’’ in 1823. De stukken van het Gemengd Gerechtshof in Paramaribo, waaronder de Minuut-notulen van de zittingen van 5 juli 1822 tot 4 juli 1842 bevinden zich in het Nationaal Archief Suriname. Een kopie wordt bewaard bij het Nationaal Archief in Den Haag.

## Internationale context van het verdrag
Het Brits-Nederlandse verdrag ter wering van de slavenhandel was niet uniek. Tussen 1817 en 1862 werden soortgelijke verdragen gesloten tussen het Verenigd Koninkrijk en een aantal andere landen die zich bezig hielden met de Atlantische slavenhandel: Portugal en Spanje (1817), Brazilië, Chili, Argentinië, Uruguay, Bolivia en Ecuador (1821-1841) en met de Verenigde Staten (1862). Mixed Commission Courts werden gevestigd in Rio de Janeiro en Havana, Kaap de Goede Hoop, op Jamaica en de Kaapverdische eilanden en in New York. In Freetown was het belangrijkste gerechtshof gevestigd waar de meeste zaken werden behandeld. De Mixed Commission Courts werden allemaal formeel ontbonden in de jaren 1870.